# バー・スティアーズ
バー・スティアーズ（Burr Steers、1965年10月8日 - ）は、アメリカ合衆国の映画監督、脚本家、俳優である。

## 経歴
1965年10月8日、ワシントンD.C.に生まれる。ニューヨーク大学で学んだ。
『パルプ・フィクション』や『ラスト・デイズ・オブ・ディスコ』などの作品に出演した。2002年、『17歳の処方箋』で監督と脚本を手がける。2009年、ザック・エフロン主演のコメディ映画『セブンティーン・アゲイン』を監督する。2010年、エフロン主演のメロドラマ映画『きみがくれた未来』を監督する。2016年、監督と脚本を手がけた『高慢と偏見とゾンビ』が公開される。

## フィルモグラフィー

### 映画
- パルプ・フィクション Pulp Fiction （1994年） - 出演
- ラスト・デイズ・オブ・ディスコ The Last Days of Disco （1998年） - 出演
- 17歳の処方箋 Igby Goes Down （2002年） - 監督・脚本
- 10日間で男を上手にフル方法 How to Lose a Guy in 10 Days （2003年） - 脚本
- セブンティーン・アゲイン 17 Again （2009年） - 監督
- きみがくれた未来 Charlie St. Cloud （2010年） - 監督
- 高慢と偏見とゾンビ Pride and Prejudice and Zombies （2016年） - 監督・脚本

### テレビ
- Lの世界 The L Word （2005年） - 監督
- Weeds ママの秘密 Weeds （2005年） - 監督